# 庄内平野

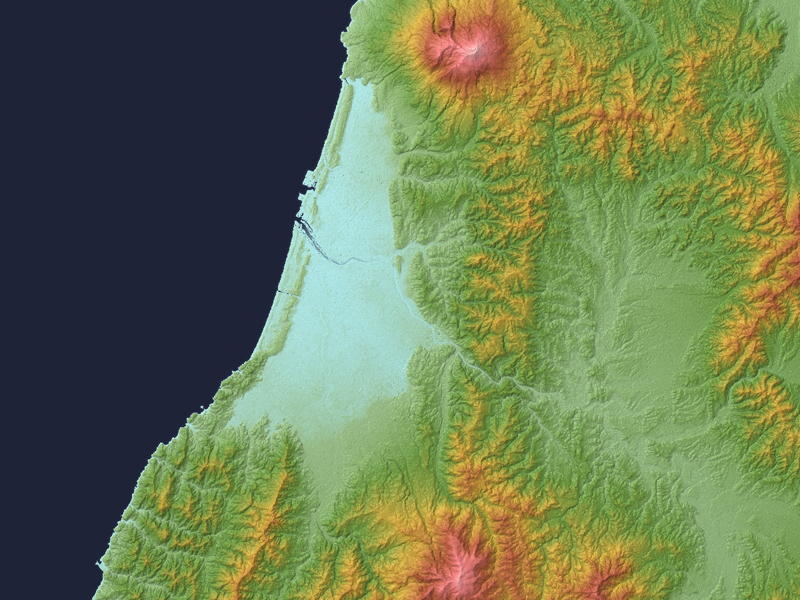
庄内平野の地形図

庄内平野（しょうないへいや）とは、山形県の日本海側に位置する庄内地方に存在する最上川流域に広がる平野。平野の範囲内には庄内二大都市である鶴岡市と酒田市、その他に三川町、庄内町、遊佐町の2市3町がある。日本有数の穀倉地帯として知られ、主に米の栽培を中心に農業がさかんな地域。

## 概要

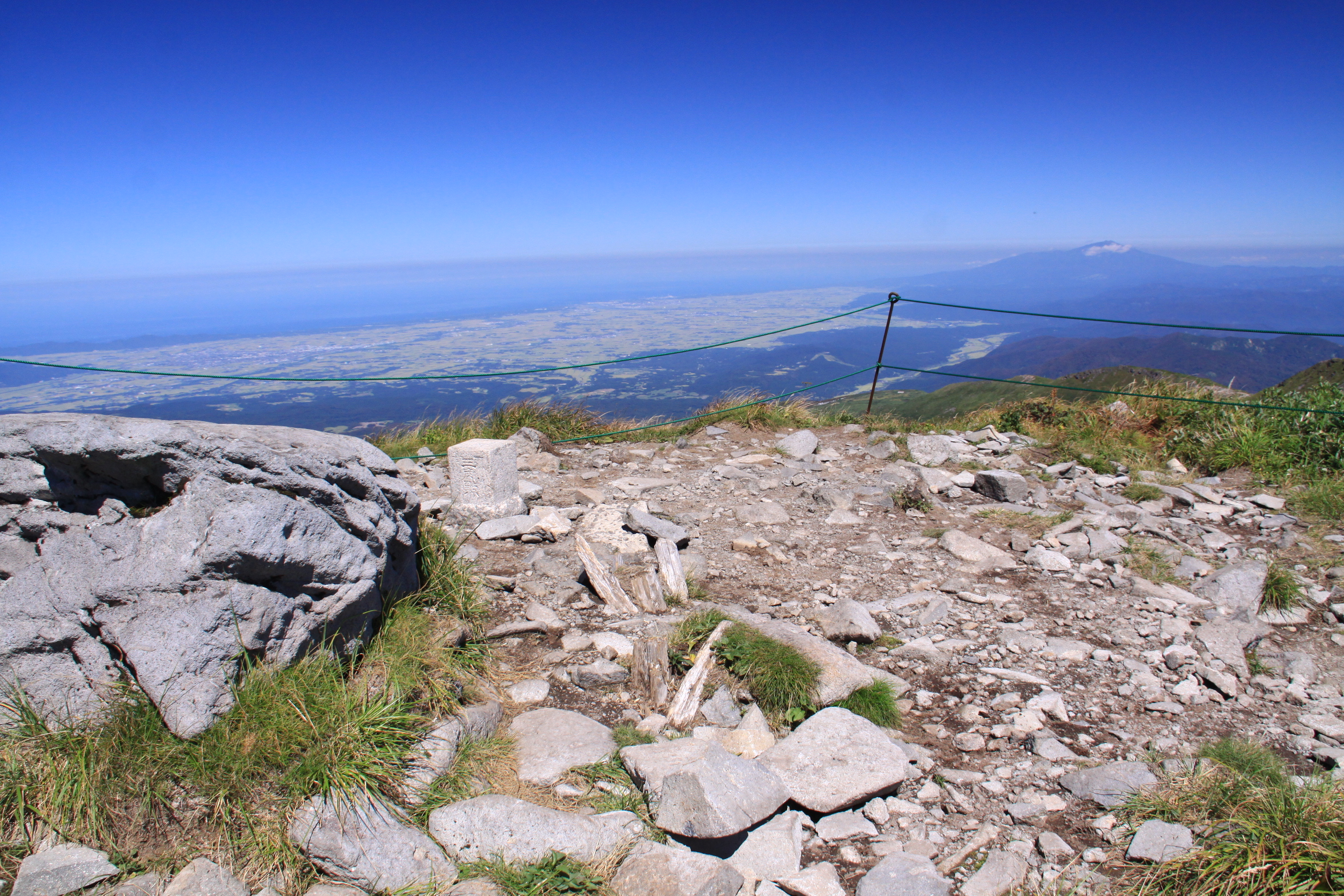
月山山頂から見下ろした庄内平野。
右奥に見えるのは鳥海山。

日本有数の穀倉地帯として知られ、米の生産が盛んな平野である。主に最上川と赤川の堆積作用により形成された平野である。この他の主な河川としては日向川、月光川が挙げられ、この4つの河川が最終的に日本海に開口している。平野北端で秋田県との境である鳥海山（出羽富士）をはじめ、摩耶山、金峰山、月山等の山に囲まれる。平野西側は東西幅約2.5 km、南北約34kmにわたる長大な「庄内砂丘」に閉ざされており、この砂丘は河川により5つに分断されるものの、日本国内では鳥取砂丘に次ぐ規模を有している。西の沖には県で唯一の離島である飛島が浮かんでいる。明治時代までは、ニホンアシカなども沿岸に数多く分布した。
本来はこの土地のほとんどが河川下流域特有の低湿地か、用水を得るのが難しい高燥地であった。平安時代から奈良時代にかけて最上川より北側の地域の開発が始まり、地理的に京都と北海道のちょうど中間地点として、海運の要衝として機能し始めた。この際、越後や陸奥より土地を引き抜いて前述の地域と併合し、出羽国として現在の山形県に近い形にされている。近世初頭に入ると、低湿地や高燥地の開発が始まり、現在の様子に近くなったとされる。品種は雪若丸やつや姫などがある。
羽越本線、国道7号などが通じているほか、内陸方面へは陸羽西線、山形自動車道、国道47号、国道112号などが通じ、平野の中部には空の玄関庄内空港がある。
平野の北部、最上川の河口付近に山形県唯一の港湾都市酒田市、平野の南西部、赤川の中流付近には城下町である鶴岡市がそれぞれ位置する。
天候は、夏季には南東の季節風が山を越えフェーンとなるため、好天で乾燥した日が続くが、冬季は北西の季節風が卓越し特にシベリア付近に優勢な高気圧、北海道付近に発達した低気圧がある、いわゆる西高東低の冬型の気圧配置が強まった際には、暴風を伴った雪となり地吹雪となって視界が極端に悪化する事がしばしばある。その時には交通機関に大幅な乱れが生じ、空港は離着陸不能となり、海岸道路は高波が岸壁を越え海水が浸入（越波という）する。